# Viscol

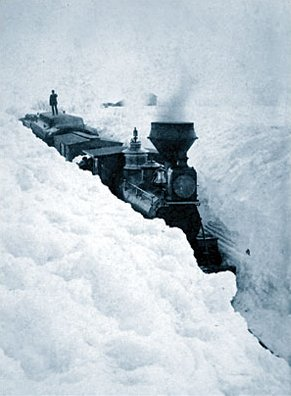
Tren blocat în zăpadă în urma unui viscol

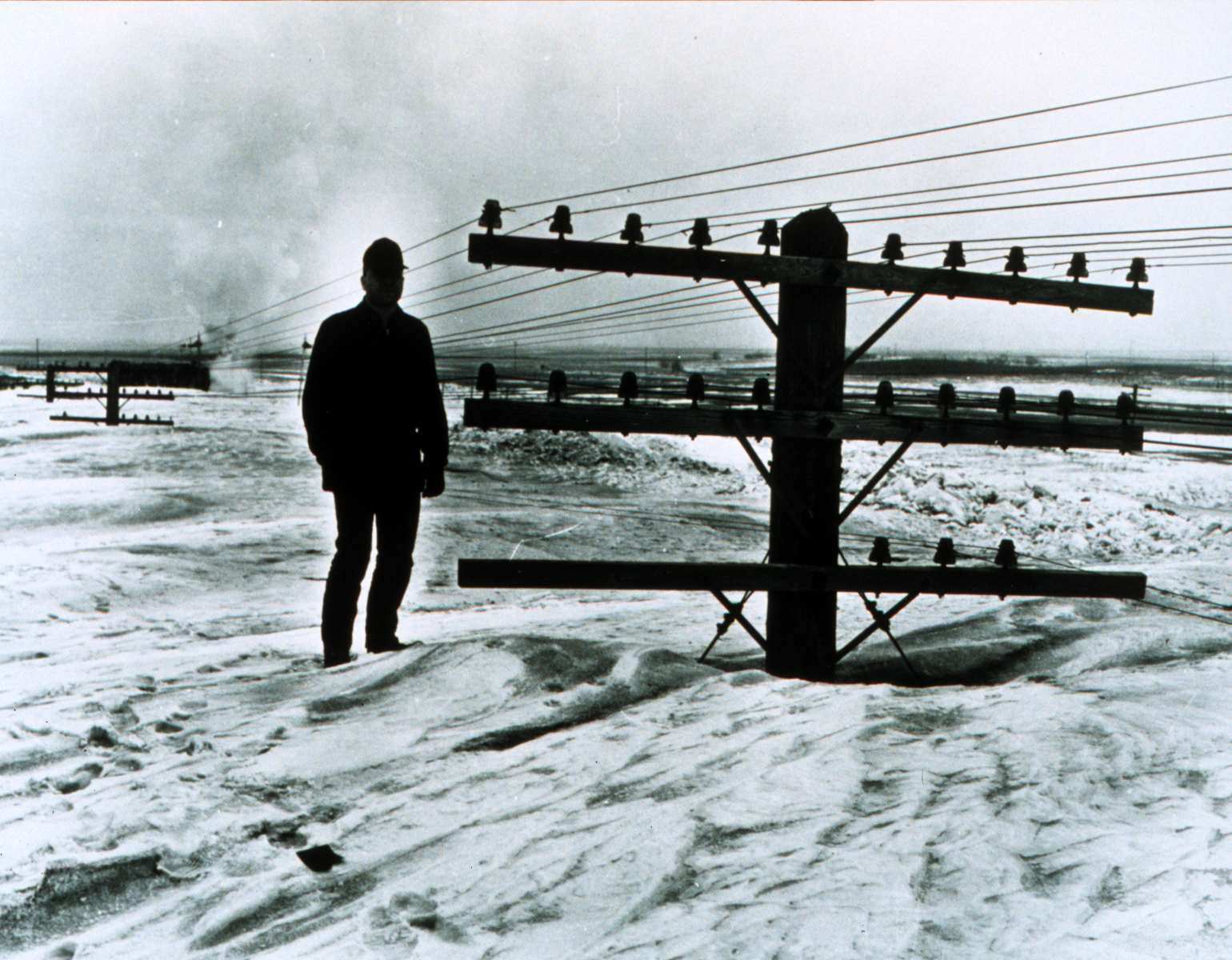
Urmările unui viscol

Viscolul este un vânt puternic însoțit de spulberarea zăpezii și de transportul acesteia deasupra suprafaței pământului.
Viscolul este o furtună extremă caracterizată prin temperaturi scăzute, vânturi puternice și ninsori abundente. Cele mai multe viscole sunt în regiunea canadiană și rusă. Prin definiție, diferența dintre un viscol și o furtună de zăpadă este puterea vântului.
În cele mai frecvente situații, viscolele sunt însoțite de ninsori abundente care reduc foarte mult vizibilitatea. Viscolele devin pericole naturale atunci când prin efectele datorate vânturilor puternice, spulberării zăpezii și acumulării acesteia sub forma de troiene produc pagube materiale importante și pierderi de vieți omenești.
Viscolele perturbă traficul rutier, feroviar și aerian, adeseori acestea fiind întrerupte pentru diferite perioade. Vânturile puternice produc dezrădăcinări de arbori și întreruperi ale livrărilor de curent electric și ale aprovizionării populației. Localitățile pot să rămână blocate pentru mai multe zile, drumurile de acces fiind închise. Teritoriile din zonele temperate, subpolare și polare sunt expuse, în fiecare iarnă, viscolelor puternice, care produc perturbări majore ale activităților umane.